# 広島市中の棚商店街
中の棚商店街（なかのたなしょうてんがい）は、広島県広島市中区紙屋町・立町にある商店街で、通称「中の棚」として親しまれている。

## 概要
広島の繁華街、広島本通商店街の北側に位置する商店街。
店舗の一部は広島国際通商業振興会に加盟している。

## 店舗・施設
- ひろしま国際ホテル（2024年5月15日営業終了[1]、2027年夏に新ホテル開業予定[1]）
- ラウンドワン
- 酔心本店
- ホテル山城屋
- ちから
- タイトーステーション広島本通店 - ビルの北側は中の棚商店街、南側は本通商店街に面している。
- グランドパーキング21
- やすもり - 駄菓子店。
- はなの舞 - 居酒屋。
- 三村松　立町夢モダン館

など

## かつて存在した店舗
- バラエティショップ ロック
- なめくじ横丁

## 交通機関
- 広島電鉄本線
  - 八丁堀電停
  - 立町電停
- アストラムライン
  - 本通駅
- 広電バス・広島バス
  - 八丁堀バス停
  - 紙屋町バス停